# Chăn Nưa
Chăn Nưa là một xã thuộc huyện Sìn Hồ, tỉnh Lai Châu, Việt Nam.
Xã Chăn Nưa có diện tích 96,17 km², dân số năm 2012 là 2.733 người, mật độ dân số đạt 28 người/km².